# Drinska banovina
Drinska banovina je bila banovina (provincija, regija) Kraljevine Jugoslavije od 1929. do 1941. godine. Administrativni centar joj je bilo Sarajevo i uključivala je veći dio današnje Bosne i Hercegovine i manji Srbije. Dobila je ime po rijeci Drini, slično kao i druge banovine Kraljevine Jugoslavije, čime su iz imena banovina izbačena sva povijesna i nacionalna obilježja. 
Drinska Banovina je obuhvaćala 21 srez na području zapadne Srbije, te 17 na području istočne i središnje Bosne; tu se nalazio i glavni grad banovine Sarajevo, također i Brčko, Tuzla i Travnik. Na području Srbije, obuhvaćala je Drinska banovina područja Užica, Šapca, Valjeva i Čačka.
1941. godine, u Drugom svjetskom ratu, nakon što su Sile osovine okupirale Kraljevinu Jugoslaviju, Drinska banovina je podijeljena između Nezavisne Države Hrvatske i Srbije, po staroj međunarodnoj granici između Austro-Ugarske i Kraljevine Srbije, tj. po toku rijeke Drine. Nakon završetka Drugog svjetskog rata, područje bivše Banovine je po istoj granici ostalo podijeljeno između Socijalističke Republike Bosne i Hercegovine i Socijalističke Republike Srbije, u sklopu Socijalističke Federativne Republike Jugoslavije.